# Sannar
Pour le lieu biblique, voir Shinar.
Sannār ou Sennar (arabe : سنار) est une ville sur le Nil bleu au Soudan, capitale de l'État ou wilayat du même nom.
Sennar est la capitale du sultanat de Sennar des Funjs pendant plusieurs siècles. Le bourg moderne est situé près des ruines de l'ancienne capitale. Elle est située près du barrage de Sennar qui a permis le développement de l'agriculture par le contrôle de l'irrigation des champs, lorsqu'il fut créé en 1925.
Il y a aujourd'hui deux bourgs portant le nom de Sennar :
- La jonction de Sennar, est l'ancien, qui prolonge la cité ancienne. Son nom est lié à la jonction ferroviaire qu'il accueil, en faisant le cœur d'activité de la région depuis l'invasion et la colonisation du Soudan par l'Empire britannique, à la fin du XIXe siècle.
- Sennar Al-Madeena (bourg de Sennar), situé à côté du barrage de Sennar. Il est construit sur les ruines d'un petit village nommé Mok-waar, qui était très réputé dans les cultures anciennes des tribus d'origines africaines vivant ici avant l'arrivée des tribus arabes.

## Histoire

Localisation de Sannar sur la carte du Soudan

## Démographie
| Année              | Population |
| ------------------ | ---------- |
| 1973 (recensement) | 28 546     |
| 1983 (recensement) | 42 803     |
| 1993 (recensement) | 72 187     |
| 2007 (estimation)  | 143 059    |